# Neptis philyroides
Neptis philyroides är en fjärilsart som beskrevs av Otto Staudinger 1887. Neptis philyroides ingår i släktet Neptis och familjen praktfjärilar. Inga underarter finns listade i Catalogue of Life.